# Basquetebol nos Jogos Pan-Americanos de 2023 - 3x3 feminino
O torneio 3x3 feminino de basquetebol nos Jogos Pan-Americanos de 2023 foi realizado entre 21 e 23 de outubro no Estádio Espanhol, em Las Condes. Doze equipes participaram do torneio.

## Qualificação
Uma vaga é garantida ao país anfitrião, outra fora pelo resultado dos Jogos Pan-Americanos Júnior de 2021 e o restante em ambos os gêneros, pela AmeriCup de basquete 3x3.
| Evento                              | Datas                     | Local | Vagas | Classificados                                                                     |
| ----------------------------------- | ------------------------- | ----- | ----- | --------------------------------------------------------------------------------- |
| País-sede                           | —                         | —     | 1     | Chile                                                                             |
| Jogos Pan-Americanos Júnior de 2021 | 28–30 de novembro de 2021 | Cáli  | 1     | Colômbia                                                                          |
| Copa América de 2022                | 4–6 de novembro de 2022   | Miami | 4     | Canadá · Brasil · Estados Unidos · Jamaica · México                               |
| Ranking mundial de 3x3 da FIBA      | 30 de junho de 2023       | —     | 6     | Porto Rico · Venezuela · Argentina · República Dominicana · Uruguai · El Salvador |
| Total                               |                           |       | 12    |                                                                                   |

## Formato
As doze equipes foram divididas em quatro grupos de três e jogam entre si em turno único, totalizando três jogos para cada. As duas primeiras colocadas se classificam para as quartas de final, e as vencedoras das quartas de final disputam as semifinais, onde as vencedoras de cada partida disputam a medalha de ouro e as perdedoras a medalha de bronze.

## Medalhistas
|  | USA Estados Unidos                                     |  | COL Colômbia                                           |  | CHI Chile                                                        |
|  | Azurá Stevens Blake Dietrick Cierra Burdick Lexie Hull |  | Carolina López Jenifer Muñoz Valentina López Wendy Coy |  | Fernanda Ovalle Javiera Novión Jovanka Ljubetic Ziomara Morrison |

## Primeira fase
|  | Equipes classificadas às quartas de final |

Todas as partidas seguem o fuso horário local (UTC-3).
Grupo A
| Equipe                   | J | V | D | PF | PC | Dif | Pts |
| ------------------------ | - | - | - | -- | -- | --- | --- |
| USA Estados Unidos       | 2 | 2 | 0 | 43 | 20 | +23 | 4   |
| MEX México               | 2 | 1 | 1 | 28 | 33 | +5  | 2   |
| DOM República Dominicana | 2 | 0 | 2 | 23 | 41 | –18 | 0   |

| 21 de outubro 14:30 | Relatório | México                | 19–12 | República Dominicana |  | Estádio Espanhol, Las Condes Árbitros: ARG Lautaro Ojeda COL Yilizeth Vence |  |
| 21 de outubro 14:30 | Relatório | Pts: Esquer, Rovira 7 |       | Pts: Polanco 6       |  | Estádio Espanhol, Las Condes Árbitros: ARG Lautaro Ojeda COL Yilizeth Vence |  |

| 21 de outubro 18:00 | Relatório | Estados Unidos  | 22–11 | República Dominicana |  | Estádio Espanhol, Las Condes Árbitros: ARG María Olivieri COL Yilizeth Vence |  |
| 21 de outubro 18:00 | Relatório | Pts: Stevens 10 |       | Pts: Jiménez 5       |  | Estádio Espanhol, Las Condes Árbitros: ARG María Olivieri COL Yilizeth Vence |  |

| 22 de outubro 13:00 | Relatório | Estados Unidos | 21–9 | México        |  | Estádio Espanhol, Las Condes Árbitros: CAN Marie Houlie BRA Ana Zachi |  |
| 22 de outubro 13:00 | Relatório | Pts: Stevens 7 |      | Pts: Rovira 4 |  | Estádio Espanhol, Las Condes Árbitros: CAN Marie Houlie BRA Ana Zachi |  |

Grupo B
| Equipe          | J | V | D | PF | PC | Dif | Pts |
| --------------- | - | - | - | -- | -- | --- | --- |
| COL Colômbia    | 2 | 2 | 0 | 38 | 17 | +21 | 4   |
| CHI Chile       | 2 | 1 | 1 | 34 | 25 | +9  | 2   |
| ESA El Salvador | 1 | 0 | 2 | 8  | 38 | –30 | 0   |

| 21 de outubro 14:30 | Relatório | El Salvador     | 4–17 | Colômbia        |  | Estádio Espanhol, Las Condes Árbitros: URU Nicolás Sarli BRA Ana Zachi |  |
| 21 de outubro 14:30 | Relatório | Pts: A. Rivas 3 |      | Pts: V. López 5 |  | Estádio Espanhol, Las Condes Árbitros: URU Nicolás Sarli BRA Ana Zachi |  |

| 21 de outubro 18:30 | Relatório | Chile                     | 13–21 | Colômbia     |  | Estádio Espanhol, Las Condes Árbitros: PUR Sonia Maldonado URU Nicolás Sarli |  |
| 21 de outubro 18:30 | Relatório | Pts: Ljubetic, Morrison 5 |       | Pts: Muñoz 9 |  | Estádio Espanhol, Las Condes Árbitros: PUR Sonia Maldonado URU Nicolás Sarli |  |

| 22 de outubro 13:30 | Relatório | Chile         | 21–4 | El Salvador           |  | Estádio Espanhol, Las Condes Árbitros: URU Nicolás Sarli ARG Lautaro Ojeda |  |
| 22 de outubro 13:30 | Relatório | Pts: Ovalle 9 |      | Pts: Lima, A. Rivas 2 |  | Estádio Espanhol, Las Condes Árbitros: URU Nicolás Sarli ARG Lautaro Ojeda |  |

Grupo C
| Equipe         | J | V | D | PF | PC | Dif | Pts |
| -------------- | - | - | - | -- | -- | --- | --- |
| PUR Porto Rico | 2 | 2 | 0 | 44 | 22 | +22 | 4   |
| VEN Venezuela  | 2 | 1 | 1 | 32 | 39 | –7  | 2   |
| JAM Jamaica    | 2 | 0 | 2 | 28 | 43 | –15 | 0   |

| 21 de outubro 13:00 | Relatório | Venezuela      | 21–17 | Jamaica      |  | Estádio Espanhol, Las Condes Árbitros: PUR Sonia Maldonado CAN Marie Houle |  |
| 21 de outubro 13:00 | Relatório | Pts: Zapata 11 |       | Pts: Primm 8 |  | Estádio Espanhol, Las Condes Árbitros: PUR Sonia Maldonado CAN Marie Houle |  |

| 21 de outubro 17:00 | Relatório | Porto Rico             | 22–11 | Jamaica      |  | Estádio Espanhol, Las Condes Árbitros: BRA Ana Zachi ARG Lautaro Ojeda |  |
| 21 de outubro 17:00 | Relatório | Pts: Plácido, Torres 8 |       | Pts: Primm 5 |  | Estádio Espanhol, Las Condes Árbitros: BRA Ana Zachi ARG Lautaro Ojeda |  |

| 22 de outubro 14:00 | Relatório | Porto Rico     | 22–11 | Venezuela     |  | Estádio Espanhol, Las Condes Árbitros: ARG María Olivieri BRA Ana Zachi |  |
| 22 de outubro 14:00 | Relatório | Pts: Plácido 8 |       | Pts: Zapata 6 |  | Estádio Espanhol, Las Condes Árbitros: ARG María Olivieri BRA Ana Zachi |  |

Grupo D
| Equipe        | J | V | D | PF | PC | Dif | Pts |
| ------------- | - | - | - | -- | -- | --- | --- |
| BRA Brasil    | 2 | 2 | 0 | 35 | 23 | +12 | 4   |
| ARG Argentina | 2 | 1 | 1 | 29 | 22 | +7  | 2   |
| URU Uruguai   | 2 | 0 | 2 | 21 | 40 | –19 | 0   |

| 21 de outubro 13:30 | Relatório | Brasil          | 22–12 | Uruguai         |  | Estádio Espanhol, Las Condes Árbitros: ARG María Olivieri DOM Jorge García |  |
| 21 de outubro 13:30 | Relatório | Pts: Domingos 9 |       | Pts: Zeballos 7 |  | Estádio Espanhol, Las Condes Árbitros: ARG María Olivieri DOM Jorge García |  |

| 21 de outubro 17:30 | Relatório | Argentina    | 18–9 | Uruguai     |  | Estádio Espanhol, Las Condes Árbitros: CAN Marie Houle DOM Jorge García |  |
| 21 de outubro 17:30 | Relatório | Pts: Pérez 6 |      | Pts: Auza 4 |  | Estádio Espanhol, Las Condes Árbitros: CAN Marie Houle DOM Jorge García |  |

| 22 de outubro 16:30 | Relatório | Argentina         | 11–13 | Brasil          |  | Estádio Espanhol, Las Condes Árbitros: URU Nicolás Sarli COL Yilizeth Vence |  |
| 22 de outubro 16:30 | Relatório | Pts: Gentinetta 5 |       | Pts: Domingos 6 |  | Estádio Espanhol, Las Condes Árbitros: URU Nicolás Sarli COL Yilizeth Vence |  |

## Fase final
|  | Quartas de final      | Quartas de final      |                       |            | Semifinal           | Semifinal           |  |  | Final                 | Final |
|  |                       |                       |                       |            |                     |                     |  |  |                       |       |
|  | 22 de outubro – 17:00 |                       |                       |            |                     |                     |  |  |                       |       |
|  |                       |                       |                       |            |                     |                     |  |  |                       |       |
|  | Estados Unidos        | 21                    |                       |            |                     |                     |  |  |                       |       |
|  | Estados Unidos        | 21                    | 23 de outubro – 16:00 |            |                     |                     |  |  |                       |       |
|  | Venezuela             | 6                     |                       |            |                     |                     |  |  |                       |       |
|  | Venezuela             | 6                     | Estados Unidos        | 21         |                     |                     |  |  |                       |       |
|  | 22 de outubro – 17:30 |                       | Estados Unidos        | 21         |                     |                     |  |  |                       |       |
|  |                       | Chile                 | 14                    |            |                     |                     |  |  |                       |       |
|  | Brasil                | Chile                 | 14                    | 14         |                     |                     |  |  |                       |       |
|  | Brasil                |                       | 23 de outubro – 19:00 | 14         |                     |                     |  |  |                       |       |
|  | Chile                 | 18                    |                       |            |                     |                     |  |  |                       |       |
|  | Chile                 | 18                    | Estados Unidos        | 21         |                     |                     |  |  |                       |       |
|  | 22 de outubro – 18:00 |                       | Estados Unidos        | 21         |                     |                     |  |  |                       |       |
|  |                       | Colômbia              | 14                    |            |                     |                     |  |  |                       |       |
|  | Colômbia              | Colômbia              | 14                    | 17         |                     |                     |  |  |                       |       |
|  | Colômbia              | 23 de outubro – 16:30 |                       | 17         |                     |                     |  |  |                       |       |
|  | Argentina             | 9                     |                       |            |                     |                     |  |  |                       |       |
|  | Argentina             | 9                     | Colômbia              | 21         | Disputa pelo bronze | Disputa pelo bronze |  |  |                       |       |
|  | 22 de outubro – 18:30 |                       | Colômbia              | 21         | Disputa pelo bronze | Disputa pelo bronze |  |  |                       |       |
|  |                       | Porto Rico            | 12                    |            |                     |                     |  |  |                       |       |
|  | Porto Rico            | Porto Rico            | 12                    | 20         | Chile               | 22                  |  |  |                       |       |
|  | Porto Rico            |                       |                       | 20         | Chile               | 22                  |  |  |                       |       |
|  | México                | 16                    |                       | Porto Rico | 11                  |                     |  |  |                       |       |
|  | México                | 16                    |                       |            | 11                  |                     |  |  |                       |       |
|  |                       |                       |                       |            |                     |                     |  |  | 23 de outubro – 18:00 |       |
|  |                       |                       |                       |            |                     |                     |  |  |                       |       |

### Quartas de final
| 22 de outubro 17:00 | Relatório | Estados Unidos  | 21–6 | Venezuela      |  | Estádio Espanhol, Las Condes Árbitros: ARG Lautaro Ojeda DOM Jorge García |  |
| 22 de outubro 17:00 | Relatório | Pts: Dietrick 9 |      | Pts: Sánchez 4 |  | Estádio Espanhol, Las Condes Árbitros: ARG Lautaro Ojeda DOM Jorge García |  |

| 22 de outubro 17:30 | Relatório | Brasil          | 14–18 | Chile            |  | Estádio Espanhol, Las Condes Árbitros: PUR Sonia Maldonado URU Nicolás Sarli |  |
| 22 de outubro 17:30 | Relatório | Pts: Domingos 7 |       | Pts: Morrison 10 |  | Estádio Espanhol, Las Condes Árbitros: PUR Sonia Maldonado URU Nicolás Sarli |  |

| 22 de outubro 18:00 | Relatório | Colômbia     | 17–9 | Argentina     |  | Estádio Espanhol, Las Condes Árbitros: BRA Ana Zachi CAN Marie Houlie |  |
| 22 de outubro 18:00 | Relatório | Pts: Muñoz 7 |      | Pts: Valdez 4 |  | Estádio Espanhol, Las Condes Árbitros: BRA Ana Zachi CAN Marie Houlie |  |

| 22 de outubro 18:30 | Relatório | Porto Rico    | 20–16 | México        |  | Estádio Espanhol, Las Condes Árbitros: ARG María Olivieri DOM Jorge García |  |
| 22 de outubro 18:30 | Relatório | Pts: Vargas 8 |       | Pts: Rovira 7 |  | Estádio Espanhol, Las Condes Árbitros: ARG María Olivieri DOM Jorge García |  |

### Semifinal
| 23 de outubro 16:00 | Relatório | Estados Unidos | 21–14 | Chile         |  | Estádio Espanhol, Las Condes Árbitros: ARG María Olivieri URU Nicolás Sarli |  |
| 23 de outubro 16:00 | Relatório | Pts: Stevens 7 |       | Pts: Novión 8 |  | Estádio Espanhol, Las Condes Árbitros: ARG María Olivieri URU Nicolás Sarli |  |

| 23 de outubro 16:30 | Relatório | Colômbia        | 21–12 | Porto Rico    |  | Estádio Espanhol, Las Condes Árbitros: CAN Marie Houlie BRA Ana Zachi |  |
| 23 de outubro 16:30 | Relatório | Pts: C. López 7 |       | Pts: Vargas 6 |  | Estádio Espanhol, Las Condes Árbitros: CAN Marie Houlie BRA Ana Zachi |  |

### Disputa pelo bronze
| 23 de outubro 18:00 | Relatório | Chile                             | 22–11 | Porto Rico            |  | Estádio Espanhol, Las Condes Árbitros: ARG Lautaro Ojeda CAN Marie Houlie |  |
| 23 de outubro 18:00 | Relatório | Pts: Morrison, Novión, Ljubetic 6 |       | Pts: Torres, Vargas 5 |  | Estádio Espanhol, Las Condes Árbitros: ARG Lautaro Ojeda CAN Marie Houlie |  |

### Disputa pelo ouro
| 23 de outubro 19:00 | Relatório | Estados Unidos  | 21–14 | Colômbia     |  | Estádio Espanhol, Las Condes Árbitros: CHI Felipe Valenzuela ARG María Olivieri |  |
| 23 de outubro 19:00 | Relatório | Pts: Stevens 11 |       | Pts: Muñoz 6 |  | Estádio Espanhol, Las Condes Árbitros: CHI Felipe Valenzuela ARG María Olivieri |  |

## Classificação final
| Pos.              | Equipe               | Campanha | Campanha | Campanha |
| Pos.              | Equipe               | V        | D        |          |
| ----------------- | -------------------- | -------- | -------- | -------- |
| Medalha de ouro   | Estados Unidos       | 5        | 0        |          |
| Medalha de prata  | Colômbia             | 4        | 1        |          |
| Medalha de bronze | Chile                | 3        | 2        |          |
| 4                 | Porto Rico           | 4        | 1        |          |
| 5                 | Brasil               | 2        | 1        |          |
| 5                 | México               | 1        | 2        |          |
| 5                 | Venezuela            | 1        | 2        |          |
| 5                 | Argentina            | 1        | 2        |          |
| 9                 | Jamaica              | 0        | 2        |          |
| 9                 | República Dominicana | 0        | 2        |          |
| 9                 | Uruguai              | 0        | 2        |          |
| 9                 | El Salvador          | 0        | 2        |          |